# Lophiodon (musgo)
Lophiodon es un género de musgos perteneciente a la amilia Archidiaceae. Comprende 4 especies descritas y de estas solo 3  aceptadas.

## Taxonomía
El género fue descrito por Hook.f. & Wilson y publicado en London Journal of Botany 3: 543. 1844.

## Especies aceptadas
A continuación se brinda un listado de las especies del género Lophiodon (musgo) aceptadas hasta febrero de 2015, ordenadas alfabéticamente. Para cada una se indica el nombre binomial seguido del autor, abreviado según las convenciones y usos.
- Lophiodon muelleri (Hampe) A. Jaeger
- Lophiodon rufescens (Hampe) Paris
- Lophiodon subrufescens (Broth.) Paris